# 半井卜養
半井 卜養（なからい ぼくよう、1607年（慶長12年） - 1679年2月7日（延宝6年12月26日））は、江戸時代前期の医師および狂歌師、俳人、歌人。祖父は連歌師の牡丹花肖柏。別号は慶友、云也、宗松など。出身は和泉国堺。

## 概要
生家は堺の名医半井家で、父の薫陶を受けて俳諧や狂歌に親しみ、俳諧を松永貞徳に学ぶ。寛永年中からたびたび江戸に下り、1653年（承応2年）以前に医師として幕府に仕えるようになり、そこで斎藤徳元・高島玄札・石田未得らと交流した。幕医として大名旗本と交流するにつれ、狂歌に熱意を傾けた。没後に『卜養狂歌集』が刊行され、100回忌には『卜養狂歌集拾遺』が刊行されるなど、狂歌の名人として評価された。
卜養の父と卜養は同じ号を用いたため、しばしば混同される。父は卜養・云也・慶友という号を共用したが、俳書入集の際は云也を用いた。一方、卜養ははじめ慶友を名乗り、1633年（寛永10年）～1636年（寛永13年）頃に卜養と号するようになった。墓所は堺市南宗寺。